# 苦聪话
苦聪话是一种在云南和越南使用的彝语。在越南，使用者自称kʰu33 tsʰɔ33，也称“黑拉祜”(Edmondson 2002)。与拉祜语关系很密切。

## 分布

### 越南
苦聪话或黑拉祜在越南莱州省芒齐县卡棱社的下列村使用(Edmondson 2002)。
- 稔坪
- 稔蒿
- 稔球
- 坪湖
- 稔社

苦聪人，或黑拉祜，和黄拉祜和白拉祜人邻接。黄拉祜分布在下列地区。
- 巴卫史社
- 巴坞社
- 卡棱社(在那押、汝齐和无憾)

白拉祜生活在下列地区，常与黄拉祜共居。
- 巴坞社（在蛇壶、麻坞、颇哺、巴坞和麻𡊲）
- 卡棱社（在车河）

苦聪人和相关的拉祜社区来自中国云南南部的金平苗族瑶族傣族自治县(Edmondson 2002)。

### 中国
据孙宏开 (1992)，云南省有30,000名苦聪话使用者。常俊之 (2011:5)将苦聪话分为3支。
- 黑苦聪 (Lahu Na；自称锅搓或郭抽)在镇沅、墨江、江城、元江和勐腊等县和越南芒齐县分布。常俊之(2011)调查了元江县羊街乡党舵村烧灰箐寨的黑苦聪方言)。[3] 元江县苦聪人的自称是kɔ˧˩ tsʰɔ˧。[4]
- 黄苦聪 (Lahu Shi)分布在金平苗族瑶族傣族自治县。
- 白苦聪 (Lahu Pu)分布在金平苗族瑶族傣族自治县者米乡的2个村。

据Li & Zhang (2003)，云南省约有30,000苦聪人。镇沅县有超过13,000名苦聪人；金平县西部有6,000余苦聪人；新平县有4,000余苦聪人。Li & Zhang (2003)记录了新平县平掌乡库独木村的苦聪话。新平县苦聪人的自称是kɔ˧ tsʰɔ˥˧，意为“山人”。
在云南元江县，苦聪语(共960人使用)在下列村使用。
- 东峨镇幸福村(536人)
- 咪哩乡大漫沙村[7](129人)
- 羊街乡烧灰箐寨(186人)